# 西荘文庫
西荘文庫（せいそうぶんこ）は、江戸時代後期の商人で蔵書家、紀行家である小津久足（桂窓）（1804年 - 1858年）が収集した書籍。

## 概要
生涯に7万首以上の和歌を詠み、46点もの紀行文を残した伊勢国松坂の豪商小津久足は、書籍の収集家としても著名である。
久足の収集した書籍は西荘文庫と呼ばれ、友人であった曲亭馬琴の自筆本・所蔵本を始め本居宣長の自筆本や上田秋成の『春雨物語』など、その蔵書数もさることながら、書籍の質においても近世後期を代表する文庫である。
江戸時代の文学研究に関する貴重本が多数含まれる西荘文庫は、現在ではその多くが天理大学図書館など複数の研究機関に所蔵されているが、一部個人所有のものも存在する。
西荘文庫の名は、小津家が松坂の西ノ荘に本宅を置いていたことに由来している。